# Плейнфілд (Вермонт)
Плейнфілд (англ. Plainfield) — місто (англ. town) в США, в окрузі Вашингтон штату Вермонт. Населення — 1236 осіб (2020).

## Демографія
Згідно з переписом 2010 року, у місті мешкали 1243 особи в 528 домогосподарствах у складі 319 родин. Було 565 помешкань
Расовий склад населення:
| - 96,1 % — білих - 0,7 % — корінних американців - 0,7 % — чорних або афроамериканців - 0,2 % — азіатів |

До двох чи більше рас належало 2,3 %. Частка іспаномовних становила 1,1 % від усіх жителів.
За віковим діапазоном населення розподілялося таким чином: 21,5 % — особи молодші 18 років, 66,6 % — особи у віці 18—64 років, 11,9 % — особи у віці 65 років та старші. Медіана віку мешканця становила 42,2 року. На 100 осіб жіночої статі у місті припадало 101,1 чоловіків;  на 100 жінок у віці від 18 років та старших — 102,1 чоловіків також старших 18 років.
Середній дохід на одне домашнє господарство  становив 74 175 доларів США (медіана — 48 529), а середній дохід на одну сім'ю — 83 291 долар (медіана — 68 125). Медіана доходів становила 48 235 доларів для чоловіків та 45 000 доларів для жінок. За межею бідності перебувало 10,1 % осіб, у тому числі 4,2 % дітей у віці до 18 років та 8,8 % осіб у віці 65 років та старших.
Цивільне працевлаштоване населення становило 760 осіб. Основні галузі зайнятості: освіта, охорона здоров'я та соціальна допомога — 23,9 %, мистецтво, розваги та відпочинок — 11,3 %, роздрібна торгівля — 11,1 %.